# 看呀米奇
《看呀米奇》（或《看呀米奇！》）是罗伊·利希滕斯坦于1961年创作的帆布油画。这幅画被公认为是连接罗伊的抽象表现主义和波普艺术作品之间的桥梁，以其讽刺幽默和审美价值而闻名，同时这幅画也是首个由艺术家运用本戴点、对话框和喜剧图像作为创作源泉因而创作而成的艺术作品。利希滕斯坦去世后，这幅画被遗赠给华盛顿特区国家美术馆。
《看呀米奇》这幅画以利希滕斯坦在20世纪50年代末创作的连环漫画的人物画为基础，标志着利希滕斯坦首次充分运用绘画技巧以再现近乎忠实的流行文化作品，进而评论和讽刺了当时的正处于发展中的视觉图像批量生产工艺。在这一点上，利希滕斯坦开创了一个影响深远的主题，该主题不仅对20世纪60年代的波普艺术产生了影响，也在持续影响着当代艺术家的作品。利希滕斯坦借用了一本关于米老鼠和唐老鸭的一次钓鱼事故的唐老鸭插图故事书。不过他对原画进行了大改，包括修改配色方案和视角，同时也进行了一些自述。
这件作品可以追溯到利希滕斯坦的首次个展。艺术评论家们认为，这件作品无论是作为波普艺术作为一件普通的现代艺术作品的一大进步是革命性的。后来，这幅画又出现在罗伊1973年的画作《艺术家工作室——看呀米奇》中，可以看出这幅画被挂在了利希滕斯坦工作室护面墙很显眼的位置。

## 背景
在20世纪50年代末和60年代初，一些美国画家开始将连环漫画的图像和主题融入到他们的作品中，利希滕斯坦就是其中之一，他于1958年开始绘制漫画人物。1960年，安迪·沃荷首次尝试创作了这种风格的画作。利希滕斯坦这时并不了解沃荷的作品，他于1961年创作了《看呀米奇》和《大力水手》。利希滕斯坦1961年的这些作品，尤其是《看呀米奇》，被认为是他从他早期的连环漫画波普艺术迈出的一小步。

利希滕斯坦基金会表示，《看呀米奇》是由小金书系列改编而来的。国家美术馆指出，其源文本是1960年由卡尔·比特纳创作，由迪士尼公司出版的《唐老鸭失物招领》，其中的插图由鲍勃·格兰特与鲍勃·托顿绘制。另一种理论认为，《看呀米奇》和《大力水手》就是泡泡糖包装纸的放大版。这便是利希滕斯坦是众多作品中首件标志着利希滕斯坦裁剪了原画以使观众更接近场景的第一幅。
许多故事都声称它们记述了《看呀米奇》被创作时的灵感时刻。评论家爱丽丝·戈德法布·马奎斯写道，利希滕斯坦这位艺术家曾回忆说，他的儿子曾指着一本漫画向他挑衅：“我敢打赌你肯定画不了那么好”。另一位评论家说，利希滕斯坦的儿子和他儿子的同学曾嘲笑他十分抽象、令人费解。利希滕斯坦画这幅画是为了向这些人证明自己的能力。美国画家艾伦·卡普罗曾在提及Bazooka Dubble Bubble 泡泡糖包装纸时对利希滕斯坦表示说：“你不能用尚赛的画教人关于色彩的知识，你只能用这样的东西教它。”随后，利希滕斯坦向他展示了一张唐老鸭的照片。
在利希滕斯坦的漫画职业生涯中，他会时不时对漫画素材的色彩稍作改动。据马可·利文斯通说，利希滕斯坦早期的漫画主题运用一种“很明显源自德库宁的松散和即兴的风格”。艺术史学家乔纳森·芬伯格描述利希滕斯坦1960年的画作：“……有米老鼠的抽象表现主义，风格上与德库宁的《女性》接近”。当里奥·卡斯特里同时看到利希滕斯坦和沃霍尔二人的大型连环画作品时，他选择只展出前者的作品，这让沃霍尔创作出了《坎贝尔汤罐》系列作品，以此来避免与利希滕斯坦当时更精致的漫画风格竞争。他曾言：“我必须创作出一些实实在在地有巨大影响力的作品，充分彰显出我的个人风格，这样我的作品才能跟利希滕斯坦和詹姆斯·罗森奎斯特的作品区分开来，而不是看起来像在和他们做同样的东西。”利希滕斯坦涉足漫画业让沃霍尔舍弃了自己原来的主题。尽管后来利希滕斯坦仍继续使用一些原有的素材，但继1961年之后，他放弃了像大力水手和米老鼠这样一眼就能认出的素材。

1961年秋，罗格斯大学一名教师艾伦·卡普罗把利希滕斯坦引荐给了同时是艺术品经销商也是利奥·卡斯泰利画廊 (Leo Castelli Gallery) 馆长的伊万·卡普 。利希滕斯坦给前者展示了几幅画，但其中没有《看呀米奇》。反而是他的另一幅画《女孩与球》给卡普留下了深刻的印象，几周后卡普决定展出利希滕斯的画作。

## 描述
这幅画是利希滕斯坦最早一批的非表现主义的作品之一，标志着他对本戴点的首次运用，他用这种点来赋予画面一种“工业风的”半色调效果。同时，这幅画还是他首次以对话框和漫画为素材创作的作品。这件作品中有明显的铅笔痕迹，那是用塑料毛狗刷（一种斜角刷）把油画颜料涂在画布上制成的。直到利希滕斯坦去世，《看呀米奇》这幅画都被认为是他最具突破性的作品。
在批量生产带有绘画风格的插图时，利希滕斯坦将图画色彩减少到仅使用三原色，以此来进行简化，这一方式突出了作品的大众吸引力，并在很大程度上赋予了画作“波普”外观。一般来讲，本戴点的使用让艺术家能够用一些颜色的点点来混合出多种颜色，好似一块更大的调色板。通过像喷墨打印机一样混合不同颜色的点，仅使用少量的原色就能形成宽广的光谱。利希滕斯坦是一名画家，而不是批量生产的印刷商，他有能力避免这种情况，在不混合现有色调的情况下实现他个人的色调风格。而对于他想要包含在作品中的那些颜色，他都使用了其颜色的颜料。
利希滕斯坦对原作进行了以下修改：他减少了画面中过多的人物数量并且旋转了码头，这样一来唐老鸭视线就是看向侧面而不是看向码头末端。同时，他保持唐老鸭和米奇的位置与原作近乎相同。利希滕斯坦不仅重新设计安排了画作的空间，还对唐老鸭的身体和钓鱼竿的位置做出了调整，消除了唐老鸭身体传达出的压力和费力感。他还添加了一个对话框，让唐老鸭显得没有意识到他并未投出鱼竿。华特·迪士尼这样评价唐老鸭：“他长着一张大嘴、一双跃跃欲试的大眼睛、一个可随意扭转的脖子和一个非常灵活的坚实的后背。这只鸭子几乎是所有动画片制作者的理想模特。”利希滕斯坦的绘画就反映了许多上述身体特征。
相较原来的素材，画中唐老鸭身子更向水的方向倾，而米奇的倾斜程度则较小。米奇的脸更红了。这幅画作暴露了漫画书印刷的一些缺陷，比如波浪与黄色天空的界限没有处理好，产生了一些留白区域。

## 解读
当时人们认为批量生产漫画排版意义重大且具革命性。评论家们赞赏这部作品俏皮幽默，兼具反叛精神。所罗门·R·古根海姆博物馆的黛安·瓦尔德曼表示：“《看呀米奇》是一部宽泛的喜剧，属于闹剧类别……”在利希滕斯坦的讣告中，《洛杉磯時報》评论家克里斯托弗·奈特将这部作品描述为“基于抽象表现主义的一个狡猾搞笑的重复”。他写道，利希滕斯坦对素材“线性清晰度和色彩”的轻微改动增加了画作的美学价值和宏伟感，而这些特点又通过批量生产漫画得以加强。人们对利希滕斯坦的普遍误解来源于：在他最著名的那些作品中，他故意掩盖其细致的绘画方法，因为他很肤浅地追求画作要看起来像是工业生产的波普文化人物的复制品。格雷厄姆·贝德尔写道：“事实上，利希滕斯坦的画作看起来更像是工业生产出来的，而不像画在纸上的。”《看呀米奇》被认为是一种自指，即观众可以通过艺术家画的东西看到艺术家的影子。

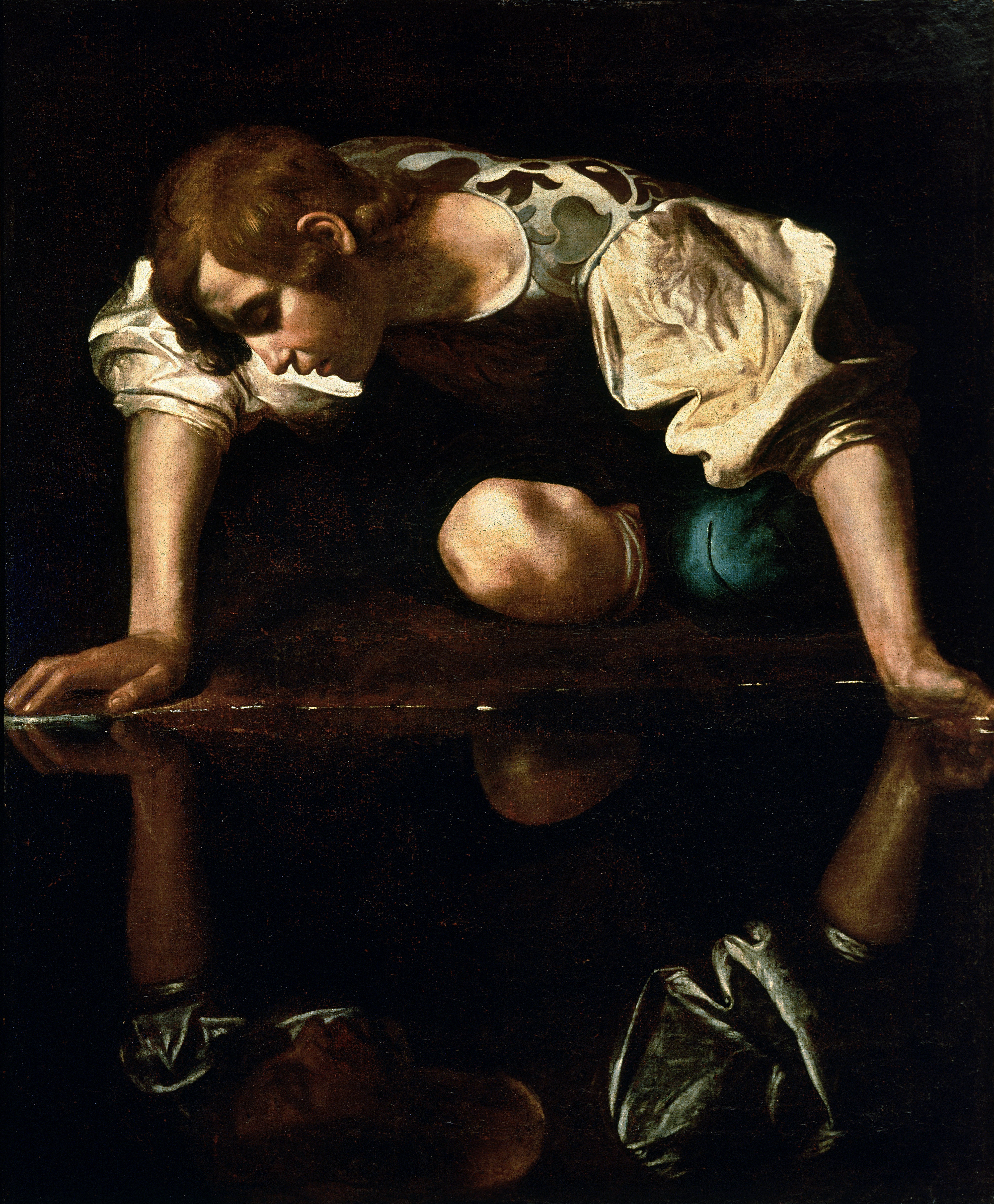
《米奇》的反光元素令人想起卡拉瓦乔的《水仙花》。

贝德尔观察到，《看呀米奇》这幅作品既反映了艺术过程，又体现了利希滕斯坦的新绘画技巧。他认为这可以看作是一幅自画像，因为它“清晰地将画作创作者置于其中心自我欣赏的闭合回路中”。画中唐老鸭站在利希滕斯坦的蓝色“rfl”签名处注视着水中的倒影，“那签名就像是画家的替身”，这让人想起卡拉瓦乔的《水仙》，画中的人物凝视着自己水中的倒影。这幅画被看作是关于利希滕斯坦艺术家的地位的一个讽喻，尽管抽象表现主义占据主要地位，但他仍被培养要发扬他的现实主义本能。从这个角度看，米奇就成了一个凌驾于利希滕斯坦之上的“现代主义先锋”超我，嘲笑他的倒行逆施。
利希滕斯坦使用红色本戴点为米奇的脸着色。据一些艺术评论家说，这一做法使角色看起来面色红润。其他一些解读则为，这种色彩仅仅是角色皮肤本身的颜色，或是一种“健康的光泽”，因为米奇一直以来都被视为一种有皮肤而不是毛发的生物。还有另一种解释说米奇的脸之所以是红色的，是因为他在努力憋笑以及掩饰自己对唐老鸭钓上来鱼的难以置信，因为在原素材中，米奇说要是唐老鸭能把鱼抓到，他就可以把鱼当做午餐。米奇对此感到好玩，觉得自己高高在上。“脸红派”解释的拥护者们以画中不均匀分布的红点做为依托，但其他人很快指出，当时利希滕斯坦的本戴点技术仍停留在初级水平，直到1963年，他才想出使用模板（一种通过网点将液体涂料压到表面上的技术）来呈现均匀分布的点。
格雷厄姆·贝德尔（Graham Bader）将其描述为这幅画的叙事引擎，并指出唐老鸭高度敏感的视觉感知和其迟钝的触觉感知的同时出现创造了一种趣味性：他没有感觉到自己衬衫后有一个鱼钩。从这个意义上说，利希滕斯坦选择了描绘一个以增强的视觉意识和缺失的触觉作为主题的素材：
唐老鸭是一个割裂的主体，一面是敏感，一面是麻木；视觉上，也既有立体感又具平面感：比如，唐老鸭的脸是这幅画中最具视觉欺骗性的元素，而他的夹克则与背后的图式波浪融为一体，显然是最平面的元素之一。事实上，画中呈现的唐老鸭是视觉与触觉分离的。《看呀米奇》这幅画中，是气泡中的文字将视觉与触觉分开，同时又标志着二者间的相互转换，而这些文字是唐老鸭（和利希滕斯坦）将引入画面的，它上方气泡中的文字被它手中的鱼竿一分两半，鱼竿还差一点就打到了它的屁股。——贝德尔
利希滕斯坦涉足波普艺术领域后，经常探索与视觉相关的主题，比如他早期的作品《我可以看到整个房间…里面没有人！》以及《看呀米奇》。在《看呀米奇》中，唐老鸭瞪大的眼睛暗示他感觉自己钓到了一些大东西，而米奇安闲的小眼睛则表明他并不相信唐老鸭钓到了任何重要的东西。就像其他利希滕斯坦创作的包含人物透过一些物件望东西的作品一样：如透过潜望镜（《鱼雷…洛斯！》）、镜子（《镜中女孩》）或窥视孔（《我可以看到整个房间…里面没有人！》），《看呀米奇》这幅画（唐老鸭看自己在水中的倒影）是一个典型的以视觉为主题的例子，他使用叙事和一些视觉元素来突出这一主题。

## 流传
利希滕斯坦将这幅画收录在其在 Leo Castelli 画廊举行的首次个展中，该展览于1962年2月10日开幕，开幕前所有作品均已预售，展览周期为 1962年2月10日至3月3日，展出作品包括《订婚戒指》、《砰》和《冰箱》。利希滕斯坦将这幅画融入了《艺术家工作室——看呀米奇》（1973）一画中。画面中《看呀米奇》这幅画被悬挂在了墙上很显眼的位置，旨在将他的工作室描画成理想的工作室，并透露出他大受评论家和公众欢迎，从而肯定了他对波普文化流派的选择。在多年后回忆《看呀米奇》时，他说：
我突然萌生了创作一幅不做明显改动的（卡通画）的想法……我没怎么认真地画了一幅，就为了看看它大概是什么样子的。但是画着画着，我就有点想把它化成一幅画，并最终形成了一种审美表达，我最初可没想这么做。之后我又回到更抽象的绘画风格，至少努力那样做。我把这幅卡通画挂在了我的工作室，它十分抓人眼球，看起来确实有些令人敬畏。我根本无法将我的目光移开它，它仿佛一直在阻止我以其他任何一种方式画画，从那以后我决定认真做这件事……这么说吧，它在我的画架上放了一个星期。我就是想看它会是什么样子，我努力把它做成一个艺术品，并不只是单纯地照抄原作。我意识到这样画比其他方式引人注目的多。——利希滕斯坦，

利希滕斯坦在1990年承诺将这幅画捐给华盛顿国家美术馆，于是这幅画在他1997年去世后被遗赠给了美术馆。直至2012年11月，这幅画都在馆中永久展出。
哈罗德·罗森伯格曾这样描述利希滕斯坦对漫画素材的再创作：“……连环漫画中的米老鼠和利希滕斯坦的所画的米老鼠之间的区别在于艺术史，换句话说，利希滕斯坦在创作时脑子里想着博物馆（思考这幅画将如何在展出在博物馆，在艺术史中将占据怎样的地位）。”

## 文献
- Alloway, Lawrence. . Abbeville Press. 1983. ISBN 0-89659-331-2.
- Bader, Graham (编). . The MIT Press. 2009. ISBN 978-0-262-01258-4.
- Bourdon, David. . Harry N. Abrams, Inc. Publishing. 1989. ISBN 0-8109-2634-2.
- Livingstone, Marco. . Thames and Hudson. 2000. ISBN 0-500-28240-4.
- Fineberg, Jonathan. . Harry N. Abrams. 1995. ISBN 0-8109-1951-6.
- Rondeau, James; Wagstaff, Sheena. Rigas, Maia M. , 编. . Art Institute of Chicago. 2012. ISBN 978-0-300-17971-2.
- Watson, Steven; Steven Watson (author). . Pantheon Books. 2003. ISBN 0-679-42372-9.